# Споменик природе Тскалтситела клисура
Споменик природе клисура Тскалтситела (груз. წყალწითელას ხეობის ბუნების ძეგლი) је речна клисура у западној Грузији, у општинама Ткибули и Терјола. Историјско и географско име овог подручја Грузије је Окриба. Главна река у Окриби је река Тскалтситела, такође се пише Тскал-Тситела (груз. წყალ-წითელა). Река је добила име због црвенкасте боје воде: Тскал значи вода, а Тситела на грузијском значи црвена. Вода боју добија испрањем глине која садржи гвожђе оксид. Споменик природе Тскалтситела је део кањона реке Тскалтситела, приближно од моста код манастира Гелати, па све до моста Годагани на надморској висини од 130–200 метара надморске висине.

## Географија
Река Тскалтситела извире са јужних падина ланца Накерала, прелази целу територију Окрибе док се не сретне са реком Квирила. Речни извор се налази на планинском гребену Накерала Раха на 1080 м надморске висине. Дужина реке Тскалтситела је 49 км, површина слива 221 km². Главна притока је река Цхала. Напаја се углавном кишницом. Поплаве су карактеристичне током целе године. Просечни годишњи проток је 7,56 м³/с. Река Тскалтситела ограничава са истока град Кутаиси.

## Геологија
Клисура Тскалтситела се усеца у стенску основу карбонатне формације јурске старости коју углавном представљају доломити и доломитизовани кречњаци. Они припадају најнижој фази периода креде и називају се неокомским седиментима. Литолошки су ови седименти кристални кречњаци, а понекад и доломити. У мањим областима се налазе и седименти кеномске старости. Литолошки, ови седименти су кречњаци, лапорци, глауконитни пешчари и ретко глине и конгломерати. У близини реке Тскалтситела постоје многи природни каменоломи са калцедоном, баритом, кварцним песком, мермером, базалтом, ахатом, керамичком глином, који се користе за производњу цемента, тешенита и других минерала. Експлоатација угља у близини Ткибулија практикује се од средине 19. века. Али археолошка ископавања показују да се овде руда копала већ у 2. миленијуму пре нове ере.

## Флора
Кањон Тсалтситела има прелепо очуване Еуксинско-колхијске широколисне шуме. У клисури Тскалтситела могу се наћи многе лековите биљке, као што су обична европска тиса (Тaxus baccata), имеретијски лешник (Corylus imeretica), руса (Cheli donium majus), црни глог (Crataegus  pentagina), црвени глог (Crataegus microphylla), Dorycnium  graecum, детелина (Oxalis acetocella), персијска бобица или крушина (Frangula alnus), слез (Malva  neglecta), камена ружа (Cistus salviifolius) и матичњак (Melissa officinalis). Многе су ретке ендемске врсте Грузије и могу се наћи на кречњачким екотопима Тсалтситела клисуре у близини манастира Гелати.

## Фауна
Река је богата разноликим врстама риба: пастрмка, мрена булатмаи (Barbus capito carpito), мрена терек (Barbus ciscaucasicus), Luciobarbus mursa, европски клен (Squalius cephalus), колхијски подуст (Chondrostoma colchicum), каспијска пегуница (Alburnus chalcoides) и друге. Обале реке насељавају нутрије (Myocastor coypus). Током зиме река је дом воденим птицама - пловушама. Овде живе и разни сисари - обични шакал (Canis aureus), риђа лисица (Vulpes vulpes) и европски јазавац (Meles meles).

## Историја културе
Клисура Тскалтситела дом је бројних споменика од историјског и културног интереса: комплекс манастира Гелати, манастир Мотсамета светих мученика  и манастир Константин. Овде је 1757. године вођена чувена битка за Кресили. Према легенди, име тскалтситела (тсзулитела) дато је клисури после битке код Кхресилија, јер је крв палих ратника обојила црвено речне стене.

## Туризам и одмаралишта
На територији Окрибе постоје нека важна одмаралишна подручја у близини споменика природе клисуре Тскалтситела, укључујући Сатсире - медицинско одмаралиште за децу са алергијама, бронхитисом, упалом плућа, инхерентним болестима срца и бронхијалном астмом. Балнеотерапија у одмаралишту укључује примену минералних вода које садрже сулфиде, бикарбонате и магнезијум-калцијум.